# ميزان ماء
ميزان الماء أو المِسواة جهاز يستخدم للإشارة إلى ما إذا كانت الأسطح أفقية أو رأسية ولقياس درجة ميل الأسطح. تستخدم عادة في أعمال النجارة والبناء وخاصة عند تركيب الأحجار والبلاط ويستعمل بكثرة في أعمال التركيبات وبناء الآلات ويمكن أن يستعمل في بعض أعمال التصوير الضوئي أيضاً.

## الأسماء
مِسواة المسَّاح أو ميزان ضبط الاستواء أو ميزان الاستواء أو مقياس الاستواء أو المِسواة بفقاعة أو المسواة الكحولية أو ميزان تسوية كحولي أو ميزان البنائين أو ميزان التسوية أو ميزان مائي أو ميزان ضبط

## الصور

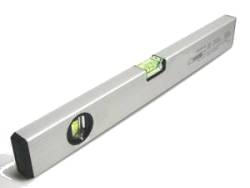
ميزان ماء
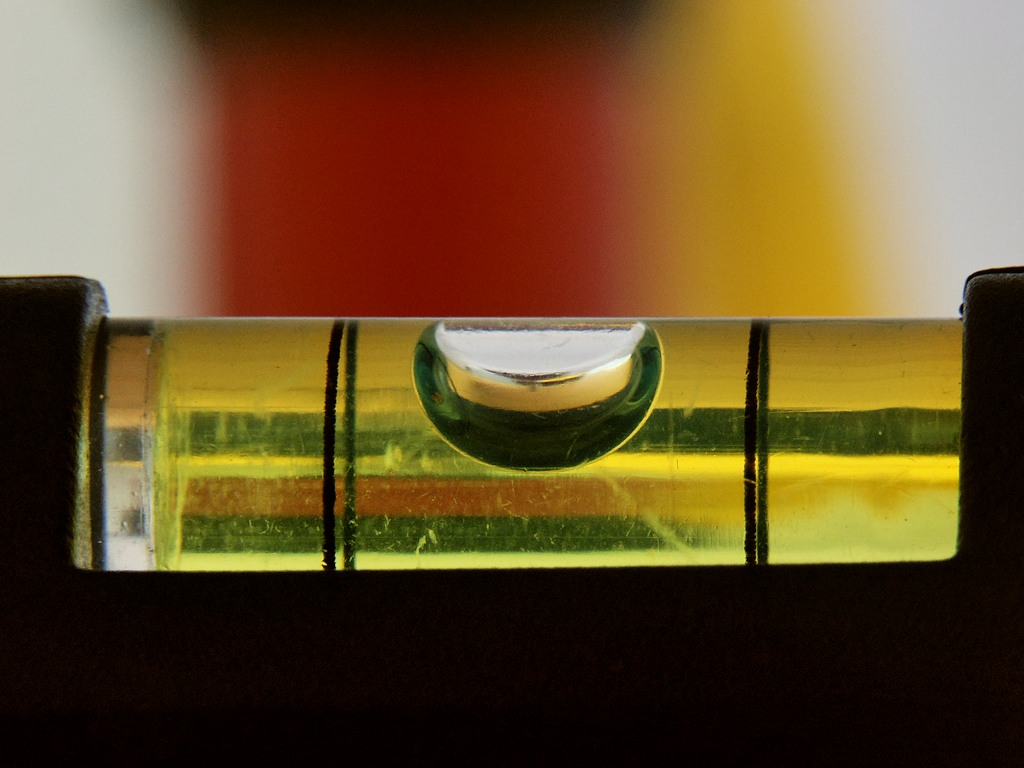
ميزان تسوية أنبوبي
مبدأ عمل ميزان التسوية
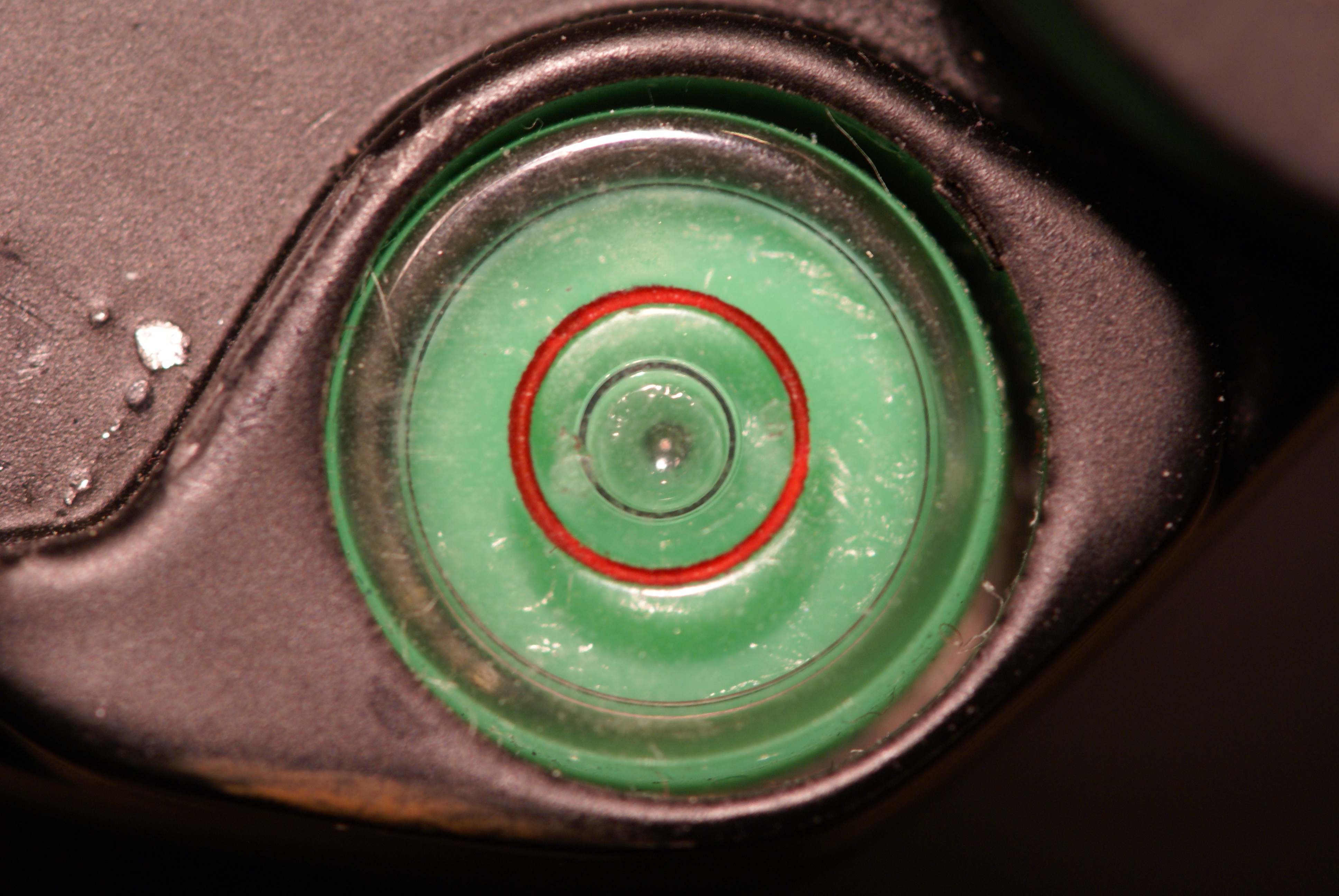
ميزان تسوية عين الثور
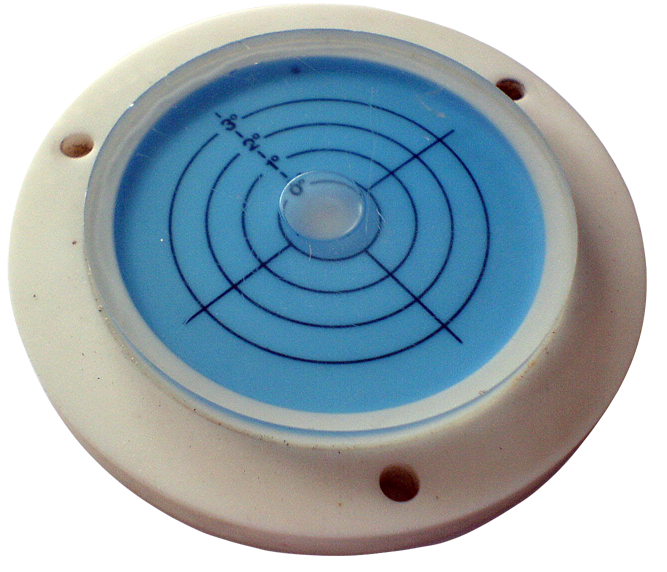
ميزان تسوية أفقي نفس فكرة عمل ميزان عين الثور